# Helcostizus nigripes
Helcostizus nigripes là một loài tò vò trong họ Ichneumonidae.